# Jurinea pinnata
Jurinea pinnata es una especie de planta fanerógama de la familia de las asteráceas.  

## Descripción
Son  plantas caulescentes, leñosas en la parte inferior. Tallos de 5-10 cm, blanco-aracnoideos. Lóbulos de las hojas de menos de 2 mm de anchura, lineares, linear-lanceolados o linear-elípticos con márgenes revolutos. Involucro de 1 1-15 x 8-12 mm, campanulado u obcónico, blanco-aracnoideo en la base. Brácteas involucrales externas y medias lanceoladas, con margen y ápice rosado; las internas con la mitad superior rojiza. Flósculos con tubo de 6-6,5 mm y limbo de 9-10 mm. Aquenios de 3-3,5 x c. 1,7 mm, con una corona de c. 0,2 mm. Vilano de 12-16 mm, con varias filas de pelos, las 2 más externas mucho mis cortas que las internas. Florece y fructifica de junio a julio.

## Distribución y hábitat
Se encuentra en suelos calcáreos por encima de los 850 metros. Especie rara. Se distribuye por Grazalema en el sur de la península ibérica.

## Taxonomía
Jurinea pinnata fue descrita por (Pers.) DC. y publicado en Prodromus systematis naturalis regni vegetabilis 6: 676 (1838)
Sinonimia
- Staehelina pinnata Lag. ex Pers.[3]